# Hemangioma
Un hemangioma és una neoplàsia benigna de les cèl·lules endotelials que revesteixen els vasos sanguinis, generalment autoinvoluciona (decreix), i es caracteritza per augment del nombre de vasos normals o anormals plens de sang. Sol aparèixer en les primeres setmanes de vida i creix més ràpidament en els primers sis mesos. En general, el creixement és completa i la involució ja ha començat als dotze mesos. La meitat de tots els hemangiomes infantils han completat la involució als cinc anys, el 70% en set anys, i la majoria de la resta als dotze anys. En els casos més greus els hemangiomes poden deixar danys en el teixit residual. En la infància, és el tumor més comú. La paraula "hemangioma" ve del grec haema- (αίμα), "sang" .; angeio (αγγείο), "vas"; -oma (-ωμα), "tumor".

## Signes i símptomes
Els hemangiomes estan connectats al sistema circulatori. L'aparició depèn de la ubicació. Si estan en la superfície de la pell, tenen una aparença de maduixa madura (per tant, a vegades sels anomena "hemangiomes maduixa"); però, si estan just sota la pell llavors es presenten com una inflor blavosa. A vegades creixen en els òrgans interns com el fetge, laringe, o l'intestí prim i gruixut. En la majoria dels casos, els hemangiomes desapareixen amb el temps. Alguns es formen durant la gestació i s'anomenen hemangiomes congènits; els més comuns (els hemangiomes infantils) apareixen durant les primeres setmanes de vida. L'hemangioma infantil és sovint mal diagnosticat inicialment com una rascada o un morat; però el diagnòstic correcte es fa evident pel major creixement. En general, en la fase més primerenca és una lesió superficial, un veurà com una zona de color vermell blavós (pel color de la sang dels vasos sanguinis) i pal·lidesa circumdant. A vegades es presenten com una zona plana vermella o rosa. Els hemangiomes són els tumors més comuns de la infantesa, presents en aproximadament un deu per cent dels caucàsics, i són menys freqüents en altres ètnies. El gènere femení s'afecta de tres a cinc vegades més que el masculí. Els hemangiomes són més comuns en els embarassos de bessons. Aproximadament el 80% es troben en la cara i el coll, o en les cames i braços; amb la localització més freqüent és el fetge. En els nadons, pot aparèixer poc després del naixement i és diferent d'altres anomalies vasculars presents. Creixen al voltant del 80% de la seva grandària màxima en els primers 3 mesos i la majoria arriben la mida màxima al voltant dels 5 mesos.

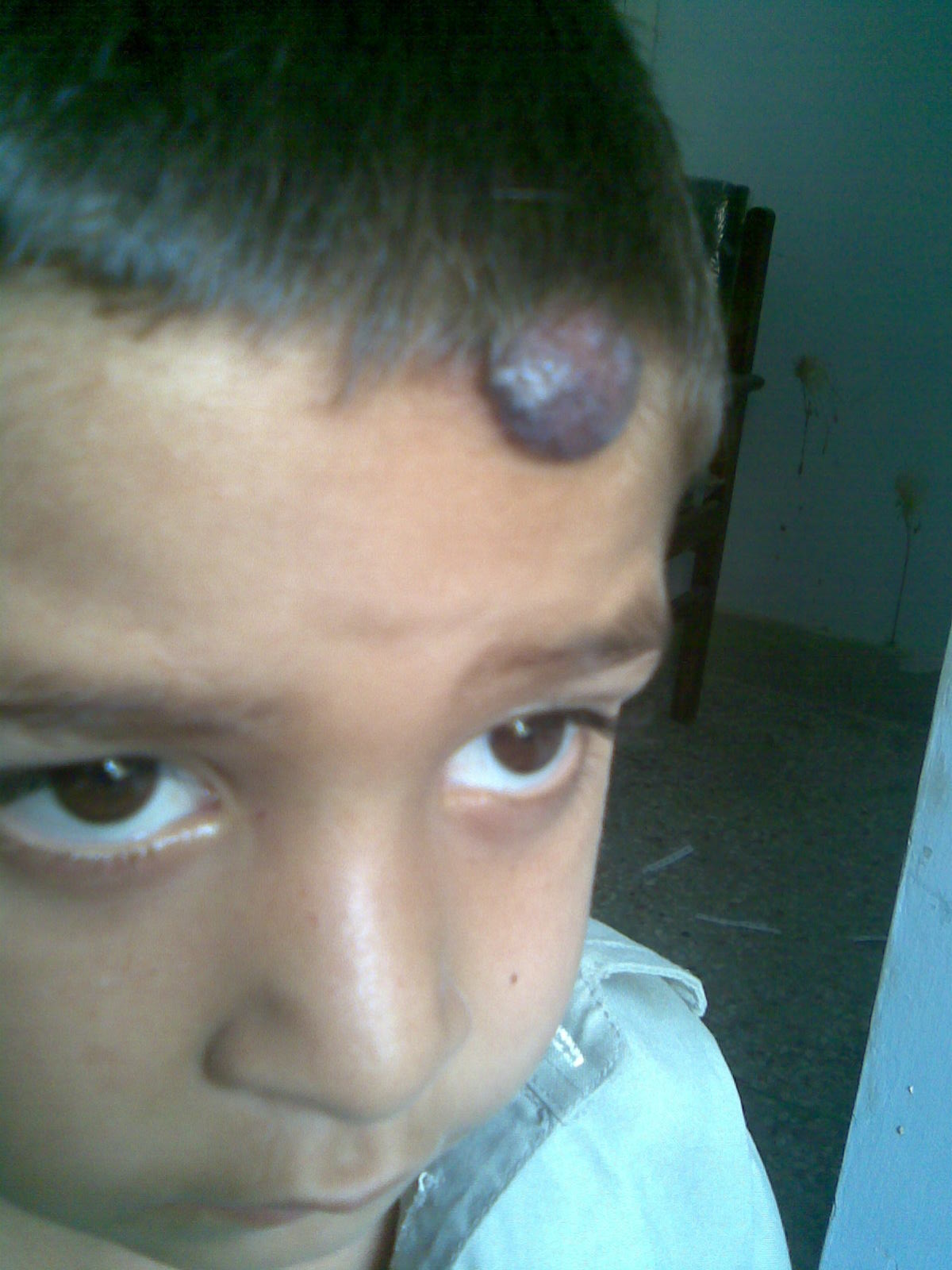
Hemangioma al front que mostra signes de regressió primerenca
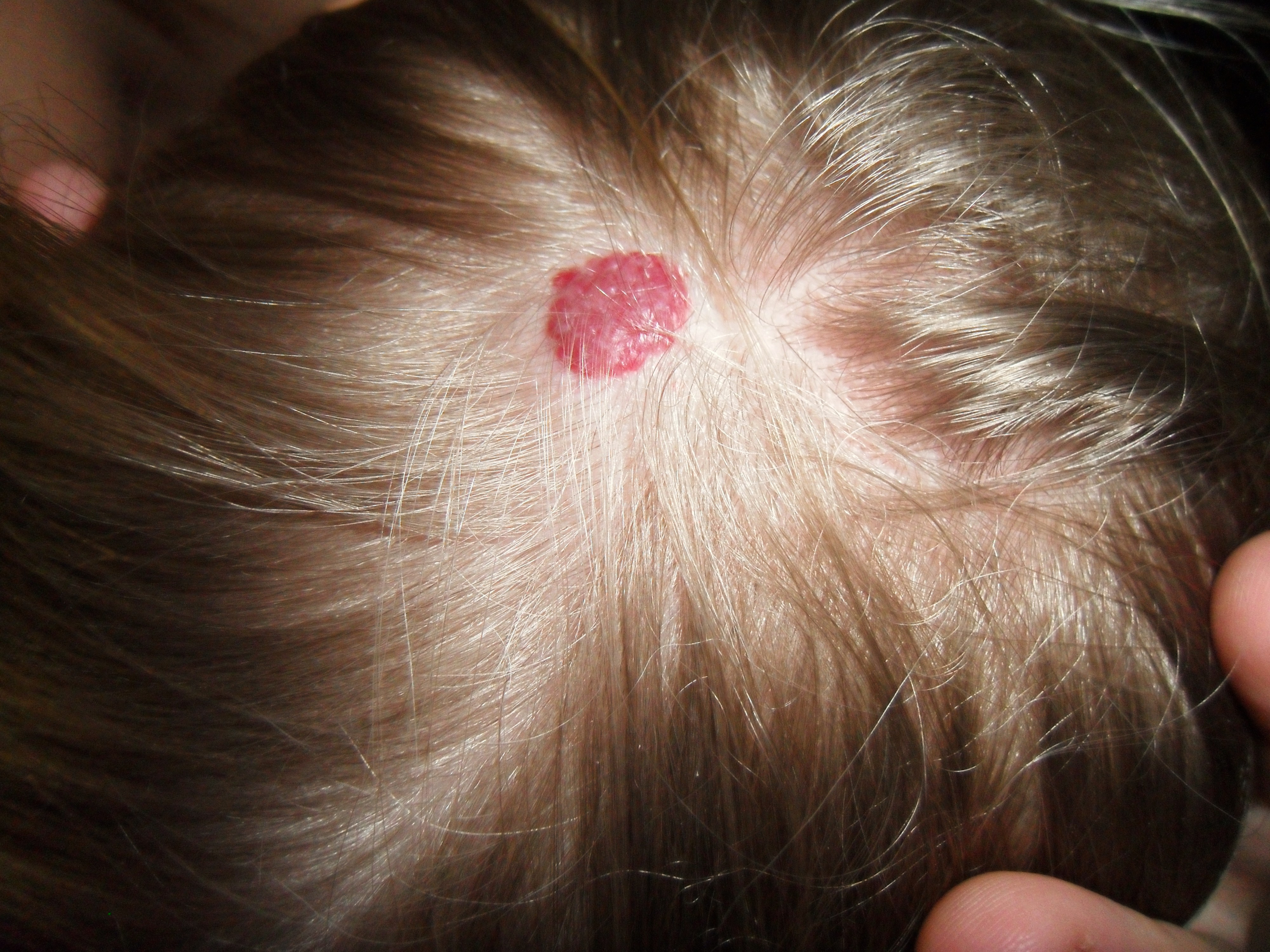
Hemangioma al cuir cabellut d'un nen de dos anys, en la "fase de descans"
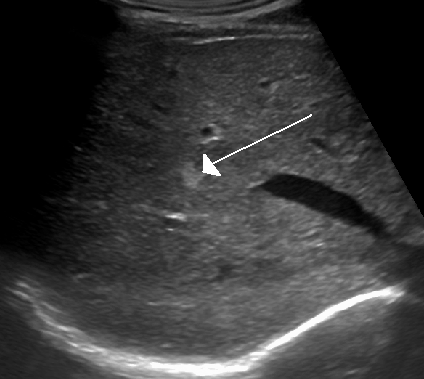
Hemangioma del fetge com es veu en l'ecografia
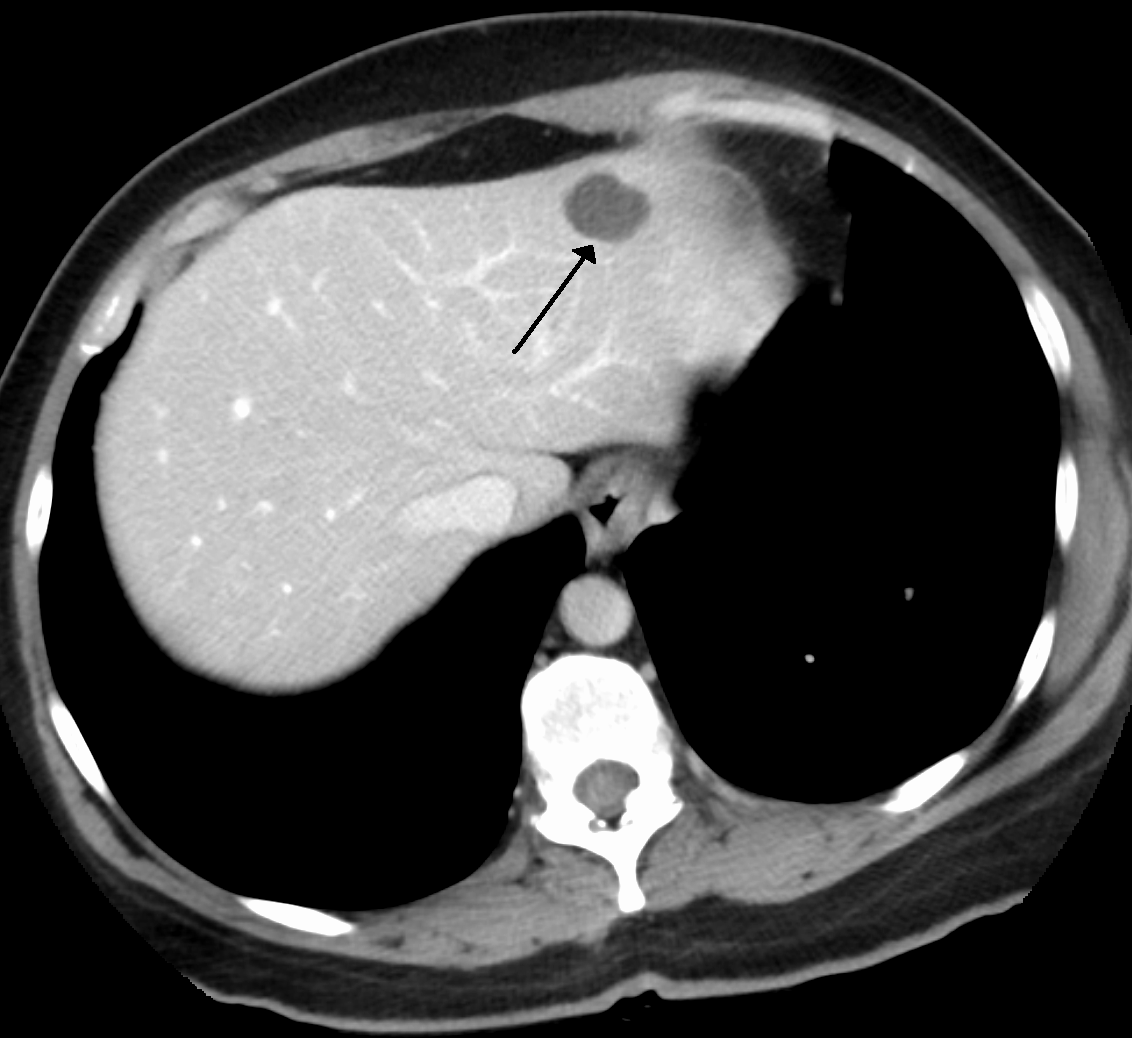
Hemangioma del fetge com es veu en una TAC